# Staatssekretariat (Heiliger Stuhl)
| Basisdaten              | Basisdaten                                                 |
| ----------------------- | ---------------------------------------------------------- |
| Name:                   | Staatssekretariat (Secretaria Status, Segreteria di Stato) |
| Sitz:                   | Apostolischer Palast, Vatikanstadt                         |
| Kardinalstaatssekretär: | Pietro Parolin                                             |
| Substitut:              | Edgar Peña Parra                                           |
| Sekretäre:              | Paul Gallagher Luciano Russo                               |
| Protokollchef:          | Javier Domingo Fernández González                          |
| Assessor:               | Roberto Campisi                                            |
| Untersekretäre:         | Mirosław Stanisław Wachowski Daniel Pacho Joseph Murphy    |

Das Staatssekretariat (lateinisch Secretariatus Status, italienisch Segreteria di Stato) ist die wichtigste Einrichtung der Römischen Kurie. Es pflegt die diplomatischen Beziehungen des Heiligen Stuhls zu anderen Staaten und ist für die Politik des Heiligen Stuhls und damit auch der Vatikanstadt verantwortlich. Man unterteilt das Staatssekretariat in die Sektion für Allgemeine Angelegenheiten, die Sektion für die Beziehungen mit den Staaten und die Sektion für das Diplomatische Personal.

## Geschichte
Das Staatssekretariat ist eine Schöpfung der Neuzeit, basiert aber auf der mittelalterlichen Institution der päpstlichen Sekretäre, in Avignon erstmals 1338 nachweisbar, entstand es nach engl.-franz. Vorbild. Ihre Aufgabe bestand in der politischen und finanzpolitischen Korrespondenz, ihre Beziehung auch zu Urkunden der päpstlichen Kanzlei und der päpstlichen Kammer erweiterte ihren Kreis und ließ im 15. Jahrhundert die Betrauung eigener Geheimsekretäre mit der vertraulichen Korrespondenz tunlich erscheinen. Der Übergang zur Ausbildung einer eigenen Behörde ist noch nicht erforscht, ihre Keimzelle bildete aber die selbständige Registerführung durch die Sekretäre. Die Einrichtung der ständigen Nuntiaturen seit 1500 erforderte ein Büro, das die Berichte der Nuntien bearbeitete und ihnen die Weisungen des Papstes übermittelte. Die Leitung hatte der bisherige Secretarius secretus. Gleichzeitig erfolgte der Übergang vom Breve zum formlosen Brief und zur diplomatischen Depesche, die auch im Verkehr mit anderen Korrespondenten benutzt wurde. Der Sekretär war immer nur subaltern, unterschriftsberechtigt war allein ein Kardinal, in der Regel ein Neffe des Papstes, daher auch Kardinalnepot genannt. Der Sekretär unterstand damit dem Papst und dem Nepoten zugleich, doch hatte er das Recht des Vortrags beim Papst. Sein Büro umfasste um 1570 einige Schreiber, einen Archivar und einen Chiffrensekretär, abhängig waren der Sekretär für die lat. Briefe und der Sekretär der Breven an die Fürsten. 1605 erscheint dann erstmals der Titel eines Staatssekretärs. Die wachsenden Aufgaben der päpstlichen Diplomatie führten in der Folgezeit zur Erweiterung des Staatssekretariates; dem Sekretär stand ein Substitut zur Seite, Minutanten besorgten die Entwürfe für die Korrespondenz, der Staatssekretär, seit 1644 ein Kardinal, wurde aus dem einzigen Minutanten für die Geheimkorrespondenz zum leitenden Minister. Selbständige Verantwortung in seinem Geschäftsbereich erhielt er erst formell, als durch die Konstitution Romanum decet Pontificem Innozenz XII. am 22. Juni 1692 das Amt des Kardinalnepoten abschaffte. Hiermit übernahm der Staatssekretär auch dessen Geschäftsbereich. Sein Büro hatte seither auch die inneren Angelegenheiten des Kirchenstaates zu bearbeiten.
Nach einer Reform durch Kardinal Ercole Consalvi, die nur die Arbeitsweise betraf, errichtete Papst Gregor XVI. am 20. Februar 1833 ein selbständiges Sekretariat für die inneren Angelegenheiten unter einem eigenen Sekretär, Papst Pius IX. unterstellte es am 1. August 1846 als 2. Sektion wieder dem Staatssekretariat; die Leitung hatte ein Substitut. Am 1. Januar 1848 wurde auch im Kirchenstaat die Ministerialverfassung eingeführt, das Staatssekretariat hatte nur die auswärtige Politik, das Ministerium des Inneren war selbständig, über ihnen stand der Ministerpräsident. Nach der Ermordung von Pellegrino Rossi 1848 kehrte Papst Pius IX. zum alten System zurück, und Giacomo Antonelli war als Staatssekretär wieder gleichzeitig erster Minister. Der Verlust des Kirchenstaates beschränkte das Staatssekretariat wieder auf die Behandlung der auswärtigen Angelegenheiten. Seit der von Papst Pius X. am 29. Juni 1908 erlassenen Konstitution Sapienti consilio ist das Staatssekretariat in drei Abteilungen gegliedert. Die Sektion für außerordentliche Angelegenheiten, die Sektion für die ordentlichen kirchlichen Angelegenheiten und das Sekretariat für die Apostolischen Breven. Papst Paul VI. gliederte am 27. Februar 1973 mit dem Motu proprio Quo aptius die Apostolische Kanzlei dem Staatssekretariat ein.
Siehe auch: Liste der Kardinalstaatssekretäre

## Sektion für Allgemeine Angelegenheiten
Die Sektion für die Allgemeinen Angelegenheiten (auch als Erste Sektion bezeichnet) ist die größte Abteilung des Staatssekretariates. Sie unterhält die regelmäßigen Korrespondenzen mit den Nuntiaturen, wie auch die Verhandlungen mit den Diplomaten auswärtiger Mächte. Geleitet wird die Sektion von einem Substituten im Rang eines Erzbischofs und einem Assessor.

## Sektion für die Beziehungen mit den Staaten
Die Sektion für die Beziehungen mit den Staaten (auch als Zweite Sektion bezeichnet) bearbeitet die Beziehungen der Kirche zu den Staatsregierungen und ist zuständig für den Abschluss und die Durchführung von Konkordaten. Sie wird geleitet durch einen Sekretär im Rang eines Erzbischofs, der gemeinhin auch als „Außenminister des Vatikans“ bezeichnet wird (gegenwärtig Paul Gallagher). Dem Sekretär unterstehen ein oder mehrere Untersekretäre. Die Sektion gliedert sich in acht nach Sprachen organisierte Büros.

## Sektion für das Diplomatische Personal
Die Dritte Sektion ist zuständig für die Mitarbeiter im diplomatischen Dienstes des Heiligen Stuhls. Sie wurde 2017 geschaffen, um den Delegaten für die Päpstlichen Vertretungen Jan Romeo Pawłowski zu unterstützen. 2020 wurde er unter Beibehaltung seiner vorherigen Aufgaben mit dem Titel Sekretär für die Päpstlichen Vertretungen ausgestattet, zusätzlich wurde das Amt eines Untersekretärs eingerichtet.

## Substituten des Staatssekretariates
- Vincenzo Santucci (1844–1850)
- Giuseppe Berardi (1851–1868)
- Marino Marini (1868–1875)
- Vincenzo Vannutelli (1875–1880)
- Luigi Pallotti (1880–1882)
- Mario Mocenni (1882–1893)
- Aristide Rinaldini (1893–1896)
- Luigi Tripepi (1896–1901)
- Giacomo della Chiesa (1901–1907), später Papst Benedikt XV.
- Nicola Canali (1908–1914)
- Federico Tedeschini (1914–1921)
- Giuseppe Pizzardo (1921–1929)
- Alfredo Ottaviani (1929–1935)
- Domenico Tardini (1935–1937)
- Giovanni Battista Montini (1937–1953), später Papst Paul VI.
- Angelo Dell’Acqua (1953–1967) und Carlo Grano (1953–1958)
- Giovanni Benelli (1967–1977)
- Giuseppe Caprio (1977–1979)
- Eduardo Martínez Somalo (1979–1988)
- Edward Idris Cassidy (1988–1989)
- Giovanni Battista Re (1989–2000)
- Leonardo Sandri (2000–2007)
- Fernando Filoni (2007–2011)
- Giovanni Angelo Becciu (2011–2018)
- Edgar Peña Parra (seit 2018)

## Sekretäre für die Beziehungen mit den Staaten
- Angelo Sodano (1988–1990)
- Jean-Louis Tauran (1990–2003)
- Giovanni Lajolo (2003–2006)
- Dominique Mamberti (2006–2014)
- Paul Gallagher (seit 2014)

## Sekretäre für die Päpstlichen Vertretungen
- Jan Romeo Pawłowski (2020–2022)
- Luciano Russo (seit 2022)